# Umuara
Genre
Umuara est un genre d'araignées aranéomorphes de la famille des Anyphaenidae.

## Distribution
Les espèces de ce genre se rencontrent au Brésil, au Pérou et au Venezuela.

## Liste des espèces
Selon World Spider Catalog (version 17.5, 30/09/2016) :
- Umuara fasciata (Blackwall, 1862)
- Umuara freddyi Oliveira & Brescovit, 2015
- Umuara junin Brescovit, 1997
- Umuara juquia Brescovit, 1997
- Umuara pydanieli Brescovit, 1997
- Umuara xingo Oliveira & Brescovit, 2015

## Publication originale
- Brescovit, 1997 : Revisão de Anyphaeninae Bertkau a nivel de gêneros na região Neotropical (Araneae, Anyphaenidae). Revista Brasileira de Zoologia, vol. 13, suppl. 1, p. 1-187 (texte intégral).